# ヒットの泉〜ニッポンの夢ヂカラ!〜
『ヒットの泉〜ニッポンの夢ヂカラ!〜』（ヒットのいずみ ニッポンのゆめヂカラ）は、2012年4月1日から2013年3月31日まで、朝日放送・ジーヤマの共同制作により、テレビ朝日系列で放送されていた情報番組である。
大同生命の創業110周年記念事業の一環として制作された、同社の一社提供番組。正式な番組名は『大同生命Presents ヒットの泉〜ニッポンの夢ヂカラ!〜』（だいどうせいめいプレゼンツ-）である。

## 概要
中小企業を中心に、近年の日本の隆盛を極めた世の中のヒット商品やブームを毎回取り上げ、その開発までの苦労や知恵、努力などについて当事者・有識者のインタビューを交えて検証する。番組内では商品の開発者を生みの親そのままに「お父さん」「お母さん」などと称するのが特徴。
テレビ朝日系列の日曜9:30 - 10:00枠の番組としては、2003年9月まで放送された『新★得するテレビ ホンジャマカな日曜日』以来のスタジオ収録となった。

## 取り上げたヒット商品や流行
1. 文房具
2. コンビニエンスストア（コンビニ）のパスタ
3. キッチングッズ（1）（サランラップ他）
4. 掃除グッズ
5. 美容グッズ
6. 洗濯グッズ
7. お風呂グッズ
8. コンビニのスィーツ
9. 睡眠グッズ
10. 雨グッズ（1）
11. ウェディンググッズ
12. 雨グッズ（2）
13. ひんやりグッズ
14. 夏のコンビニのグルメ
15. レジャーグッズ
16. ロンドンオリンピック関連グッズ
17. 人気のお土産（北海道）
18. キッチングッズ（2）
19. 大ヒットおとりよせグルメ
20. 西尾由佳理が本気で挑戦!!スゴ腕職人に弟子入り＆修行
21. 防災グッズ
22. 文房具
23. 人気のお土産（福岡県）
24. 日本経済を支える運搬のプロ
25. 老舗のお土産
26. 運動会グッズ
27. ごはん
28. 消臭グッズ
29. サッカー
30. おもちゃ
31. 老舗のお菓子
32. あったか節電グッズ
33. フィギュアスケート
34. きのこ
35. 大掃除グッズ
36. 進化した定番お菓子
37. 野菜工場
38. ご当地調味料
39. 人気のお土産（京都府）
40. 朝ごはん
41. ズボラキッチングッズ
42. 人気のお土産（大阪府）
43. ご当地パン
44. サービスエリア限定グルメ
45. 人気の駅弁
46. 進化した東京土産
47. 進化した京都土産
48. 人気の大阪土産

## 出演者
- 西尾由佳理（フリーアナウンサー、元日本テレビアナウンサー）
フリー転身後、初のレギュラー番組で、在阪局制作の番組としても初出演[1]である。
番組内での肩書は「モノづくり研究所 所長」で、ナレーションでは「西尾所長」と呼ばれる。
- スタジオゲスト2名（うち1名は各放送回にまつわる当事者・有識者）

## スタッフ
- ナレーション：平井誠一
- TP：田熊克二
- TD/SW：竹内弘佳
- カメラ：真野昇太
- 音声：谷保明
- VE：春日悠
- 照明：安藤雄郎
- 編集：塩塚寛幸
- MA：東麻奈美
- 音効：大久保吉久
- ビジュアルクリエイター：薗部健
- OPCG：鈴木ちなつ
- リサーチ：田原拓郎
- 美術制作：内藤佳奈子
- デザイン：野口陽介
- 美術進行：横山勇
- 大道具：岩崎隆史
- 大道具操作：宇津木史高
- アクリル装飾：石橋誉礼
- マルチ：大高貢
- メイク：渡邉幸子
- タイトル：岸和弘
- 技術協力：八峯テレビ、フジアール、FLT、テクノマックス、レモンスタジオ
- 映像協力：ABCリブラ
- テーマ曲：「EGAO」/ジャンク フジヤマ
- 編成：石橋義史
- 営業：北中彰
- 番宣：多田香奈子
- コンテンツ事業：梅村陽子
- 番組デスク：松原幹
- 制作進行：渡辺敦成
- ディレクター：永松近也、濱本真治、大島圭司、高田直、前田朗光、柿田隼、武藤利治
- 演出：中野貴文
- 総合演出：田中経一
- プロデューサー：上野晴弘、山地孝英、高橋利一郎
- チーフプロデューサー：西尾理志[2]
- 制作：朝日放送、ジーヤマ

### 過去のスタッフ
- 企画：藤田和弥
- ディレクター：伊達和輝、広江孝吉
- プロデューサー：近藤真広

## ネット局
制作局の朝日放送では、毎年8月に同局で全国高校野球選手権大会中継が組まれている場合はそちらを優先するため、後日に臨時枠移動とし、テレビ朝日など通常編成の系列局に対しては朝日放送からの裏送りで先行ネットさせていた。実際に制作局の朝日放送では本来の時間帯で高校野球中継を放送したため、第18回は2012年8月25日（土）16:55 - 17:25に、第19回は同年8月26日の本来の時間帯に、第21回は同年9月1日（土）16:55 - 17:25に臨時枠移動。
| 放送対象地域   | 放送局           | 系列           | 放送曜日・放送時間 | ネット状況 |
| -------------- | ---------------- | -------------- | ------------------ | ---------- |
| 近畿広域圏     | 朝日放送         | テレビ朝日系列 | 日曜 9:30 - 10:00  | 制作局     |
| 北海道         | 北海道テレビ     | テレビ朝日系列 | 日曜 9:30 - 10:00  | 同時ネット |
| 青森県         | 青森朝日放送     | テレビ朝日系列 | 日曜 9:30 - 10:00  | 同時ネット |
| 岩手県         | 岩手朝日テレビ   | テレビ朝日系列 | 日曜 9:30 - 10:00  | 同時ネット |
| 宮城県         | 東日本放送       | テレビ朝日系列 | 日曜 9:30 - 10:00  | 同時ネット |
| 秋田県         | 秋田朝日放送     | テレビ朝日系列 | 日曜 9:30 - 10:00  | 同時ネット |
| 山形県         | 山形テレビ       | テレビ朝日系列 | 日曜 9:30 - 10:00  | 同時ネット |
| 福島県         | 福島放送         | テレビ朝日系列 | 日曜 9:30 - 10:00  | 同時ネット |
| 関東広域圏     | テレビ朝日       | テレビ朝日系列 | 日曜 9:30 - 10:00  | 同時ネット |
| 新潟県         | 新潟テレビ21     | テレビ朝日系列 | 日曜 9:30 - 10:00  | 同時ネット |
| 長野県         | 長野朝日放送     | テレビ朝日系列 | 日曜 9:30 - 10:00  | 同時ネット |
| 静岡県         | 静岡朝日テレビ   | テレビ朝日系列 | 日曜 9:30 - 10:00  | 同時ネット |
| 石川県         | 北陸朝日放送     | テレビ朝日系列 | 日曜 9:30 - 10:00  | 同時ネット |
| 中京広域圏     | メ〜テレ         | テレビ朝日系列 | 日曜 9:30 - 10:00  | 同時ネット |
| 広島県         | 広島ホームテレビ | テレビ朝日系列 | 日曜 9:30 - 10:00  | 同時ネット |
| 山口県         | 山口朝日放送     | テレビ朝日系列 | 日曜 9:30 - 10:00  | 同時ネット |
| 香川県・岡山県 | 瀬戸内海放送     | テレビ朝日系列 | 日曜 9:30 - 10:00  | 同時ネット |
| 愛媛県         | 愛媛朝日テレビ   | テレビ朝日系列 | 日曜 9:30 - 10:00  | 同時ネット |
| 福岡県         | 九州朝日放送     | テレビ朝日系列 | 日曜 9:30 - 10:00  | 同時ネット |
| 長崎県         | 長崎文化放送     | テレビ朝日系列 | 日曜 9:30 - 10:00  | 同時ネット |
| 熊本県         | 熊本朝日放送     | テレビ朝日系列 | 日曜 9:30 - 10:00  | 同時ネット |
| 大分県         | 大分朝日放送     | テレビ朝日系列 | 日曜 9:30 - 10:00  | 同時ネット |
| 鹿児島県       | 鹿児島放送       | テレビ朝日系列 | 日曜 9:30 - 10:00  | 同時ネット |
| 沖縄県         | 琉球朝日放送     | テレビ朝日系列 | 日曜 9:30 - 10:00  | 同時ネット |
| 富山県         | 北日本放送       | 日本テレビ系列 | 日曜 13:00 - 13:30 | 遅れネット |

- 前番組『冒険JAPAN! 関ジャニ∞MAP』まで遅れネットを実施していたANN系列外局は、本番組については富山県の北日本放送のみである。また、同局では2013年2月24日放送分の「ご当地パン」で放送が打ち切られた。